# Wataru Morishige
Wataru Morishige (ur. 17 lipca 2000 w Betsukai) – japoński łyżwiarz szybki, brązowy igrzysk olimpijskich i mistrzostw świata.
Mieszka w Matsumoto.

## Kariera
W Pucharze Świata zadebiutował w 2021 w Tomaszowie Mazowieckim.

## Wyniki

### Igrzyska olimpijskie
| Rok  | Gospodarz | 500 m | 1000 m |
| ---- | --------- | ----- | ------ |
| 2022 | Pekin     | 03 !  | 16     |